# Idiocnemis strumidens
Idiocnemis strumidens – gatunek ważki z rodziny pióronogowatych (Platycnemididae).